# 美國數學學會
美國數學學會（英語：American Mathematical Society，缩写：AMS）是美國進行數學研究和教育的組織，有不少出版品。湯馬斯·費斯克前往英國時，受到倫敦數學學會的啟發而於1888年成立AMS。
AMS以TeX為基礎發展了AMS-LaTeX。
AMS出版《數學評論》（英語：Mathematical Reviews），這是數學出版品的評論資料庫。

## 外部連結
- AMS網站 （页面存档备份，存于）
- A Semicentennial History of the American Mathematical Society, 1888–1938 （页面存档备份，存于） – by Raymond Clare Archibald
- MacTutor: The New York Mathematical Society （页面存档备份，存于）
- MacTutor: The American Mathematical Society （页面存档备份，存于）